# Långtjärnen (Kalls socken, Jämtland, 705291-136974)
Långtjärnen är en sjö i Åre kommun i Jämtland och ingår i Indalsälvens huvudavrinningsområde.